# خسوس گونزالس (بازیکن فوتبال، زاده ۱۹۹۴)
خسوس گونزالس (انگلیسی: Jesús González؛ زادهٔ ۷ ژانویهٔ ۱۹۹۴) بازیکن فوتبال اهل اسپانیا است.